# Taşüstü, Güroymak
Taşüstü là một xã thuộc huyện Güroymak, tỉnh Bitlis, Thổ Nhĩ Kỳ. Dân số thời điểm năm 2011 là 705 người.